# Čučići
Čučići – wieś w Chorwacji, w żupanii zagrzebskiej, w gminie Krašić. W 2011 roku pozostawała niezamieszkana.